# John Lukic
Jovan Lukic noto soprattutto come John (in serbo Јован "Џон" Лукић?; traslitterazione scientifica Jovan "Džon" Lukić; Chesterfield, 11 dicembre 1960) è un ex calciatore inglese, di origini jugoslave, di ruolo portiere.
Durante la sua carriera totalizzò 668 partite tra First Division e FA Premier League.

## Palmarès

### Club

#### Titoli nazionali
- Campionato inglese: 3

Arsenal: 1988-89, 1997-98
Leeds United: 1991-92
- Charity Shield: 2

Leeds United: 1992
Arsenal:  1999
- Coppa d'Inghilterra: 1

Arsenal: 1997-1998